# Compagni di viaggio (miniserie televisiva)
Compagni di viaggio (Fellow Travelers) è una miniserie televisiva statunitense del 2023 ideata da Ron Nyswaner e tratta dall'omonimo romanzo di Thomas Mallon.

## Trama
La storia tratta le vite di cinque personaggi principali mentre attraversano eventi storici di grande rilevanza: il maccartismo degli anni '50, le proteste contro la guerra del Vietnam negli anni ’60, l’era dell’edonismo e dell’uso di droghe degli anni ’70, e la devastante crisi dell’AIDS degli anni ’80. In particolare, si dà spazio alle storia d'amore clandestina che Hawkins Fuller e Timothy Laughlin intraprendono: affrontando la genesi di una relazione nata nel pieno del maccartismo e della repressione di tutti coloro che vengono considerati sovversivi (come chiunque non sia eterosessuale), e continuando lungo i difficili decenni successivi.

## Personaggi e interpreti

### Personaggi principali
- Hawkins "Hawk" Fuller, interpretato da Matt Bomer, doppiato da Simone D'Andrea.
- Timothy "Tim" Laughlin (detto "Skippy"), interpretato da Jonathan Bailey, doppiato da Emanuele Ruzza.
- Marcus Hooks, interpretato da Jelani Alladin, doppiato da Riccardo Scarafoni.
- Wesley Smith, interpretato da Linus Roache, doppiato da Francesco Prando.
- Frankie Hines, interpretato da Noah J. Ricketts, doppiato da Alessandro Campaiola.
- Lucy Smith, interpretata da Allison Williams, doppiata da Emanuela Damasio.

### Personaggi secondari
- Roy Cohn, interpretato da Will Brill, doppiato da Stefano Brusa.
- Joseph McCarthy, interpretato da Chris Bauer, doppiato da Saverio Indrio.
- Mary Johnson, interpretata da Erin Neufer, doppiata da Sara Ferranti.
- David Schine, interpretato da Matt Visser, doppiato da Alessandro Parise.
- Jean Kerr, interpretata da Christine Horne, doppiata da Selvaggia Quattrini.
- Eddie Kofler, interpretato da David John Tomlinson.

## Produzione
Nell'aprile 2022 Showtime ha approvato ufficialmente la realizzazione di un adattamento televisivo del romanzo di Mallon e poco dopo è stato annunciato che Matt Bomer si era unito al progetto in veste di produttore esecutivo e protagonista. La partecipazione di Jonathan Bailey alla miniserie è stata annunciata nel luglio dello stesso anno.
Le riprese si sono svolte a Toronto dal 27 luglio al 9 dicembre 2022.

## Promozione
Il primo trailer è stato pubblicato il 1º giugno 2023.

## Distribuzione
Negli Stati Uniti la miniserie ha esordito su Showtime il 29 ottobre 2023. In Italia è stata resa disponibile su Paramount+ dal 28 ottobre al 15 dicembre 2023.

## Riconoscimenti
- 2024 – Golden Globe[7]
  - Candidatura per la miglior miniserie o film per la televisione
  - Candidatura per il miglior attore in una mini-serie o film per la televisione a Matt Bomer
- 2024 – Critics' Choice Awards[8]
  - Miglior attore non protagonista in una miniserie o film TV a Jonathan Bailey
  - Candidatura per la miglior miniserie
  - Candidatura per il miglior attore protagonista in una miniserie o film TV a Matt Bomer
- 2024 – Premio Emmy[9]
  - Candidatura per il miglior attore protagonista in una miniserie, serie antologica o film TV a Matt Bomer
  - Candidatura per il miglior attore non protagonista in una miniserie, serie antologica o film TV a Jonathan Bailey
  - Candidatura per la miglior sceneggiatura in una miniserie, serie antologica o film TV a Ron Nyswaner
- 2024 – Satellite Award[10]
  - Miglior attore non protagonista in una miniserie o film TV a Jonathan Bailey
  - Candidatura per la miglior miniserie o film per la televisione
  - Candidatura per il miglior attore in una miniserie o film per la televisione a Matt Bomer
- 2024 – Screen Actors Guild Award[11]
  - Candidatura per il migliore attore in una miniserie o film per la televisione a Matt Bomer